# Oregon Country
Oregon Country (distinto do histórico território do Oregon e do atual estado do Oregon) ou simplesmente Oregon foi a designação da região ocidental da América do Norte compreendida entre as latitudes 42° e 54°40' N e que ia, de este a oeste, das Montanhas Rochosas ao Oceano Pacífico. Este território está hoje dividido entre a província canadiana da Colúmbia Britânica e os estados norte-americanos de Oregon, Washington e Idaho, além da parte ocidental do Montana e uma parte ocidental do Wyoming. 
A região corresponde grosseiramente à definição norte-americana do Noroeste Pacífico. Este termo era utilizado para simplesmente descrever, na época em que se estabeleceu o governo federal dos Estados Unidos, a zona disputada com o Império Espanhol nesta região (até ao tratado de Adams-Onís em 1819 que fixou a fronteira sul no paralelo 42 N) e depois com o Império Britânico (até ao tratado do Oregon em 1846 que dividiu a região em dois ao longo do paralelo 49 N, mas esta definição restritiva não é usada hoje em dia). 
O nome Oregon era essencialmente de uso americano, e o termo equivalente britânico era para a maior parte do território Columbia District, e a parte a norte do rio Thompson foi integrado no New Caledonia District que se estendia consideravelmente além (para norte) do paralelo 54°40'N.